# Sohl (Weingarten)

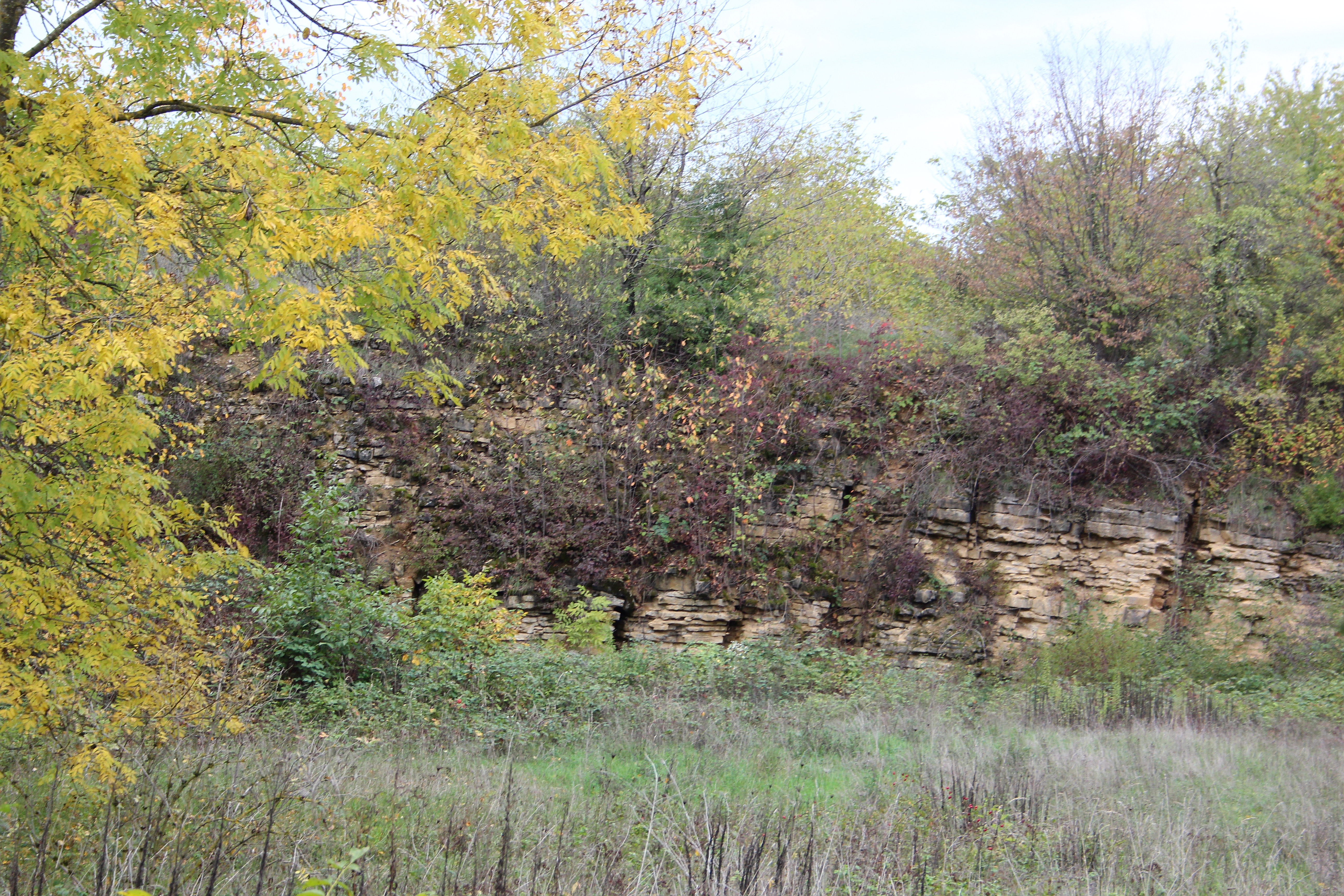
Der Steinbruch Sohl

Sohl oder auch Siedlung Sohl, Sohlsiedlung ist eine Siedlung auf der Gemarkung der baden-württembergischen Gemeinde Weingarten.

## Geografie
Die Siedlung Sohl befindet sich im nordöstlichen Gemarkungsteil der Gemeinde Weingarten, circa einen Kilometer vom Ortsausgang des Kernorts entfernt, zwischen dem Stadtteil der Stadt Bruchsal, Untergrombach und dem Kernort der Gemeinde Weingarten. In westlicher Richtung liegt die Siedlung Sallenbusch. Die Siedlung liegt in einer Senke am äußersten westlichen Rand des Kraichgaus. Linker Hand des Ortseingangs, südlicher der Siedlung befindet sich das Naturdenkmal Steinbruch Sohl. In nördlicher Richtung schließt sich das Naturschutzgebiet Ungeheuerklamm an.

## Geschichte
1960 wurden die acht Bauernhäuser der Siedlung fertiggestellt und von Aussiedlerhöfen aus dem Ortskern von Weingarten bezogen. Die Siedlung wurde, ähnlich wie bereits die Siedlung Sallenbusch, als landwirtschaftliche Siedlung geplant. 